# Independent Order of Odd Fellows

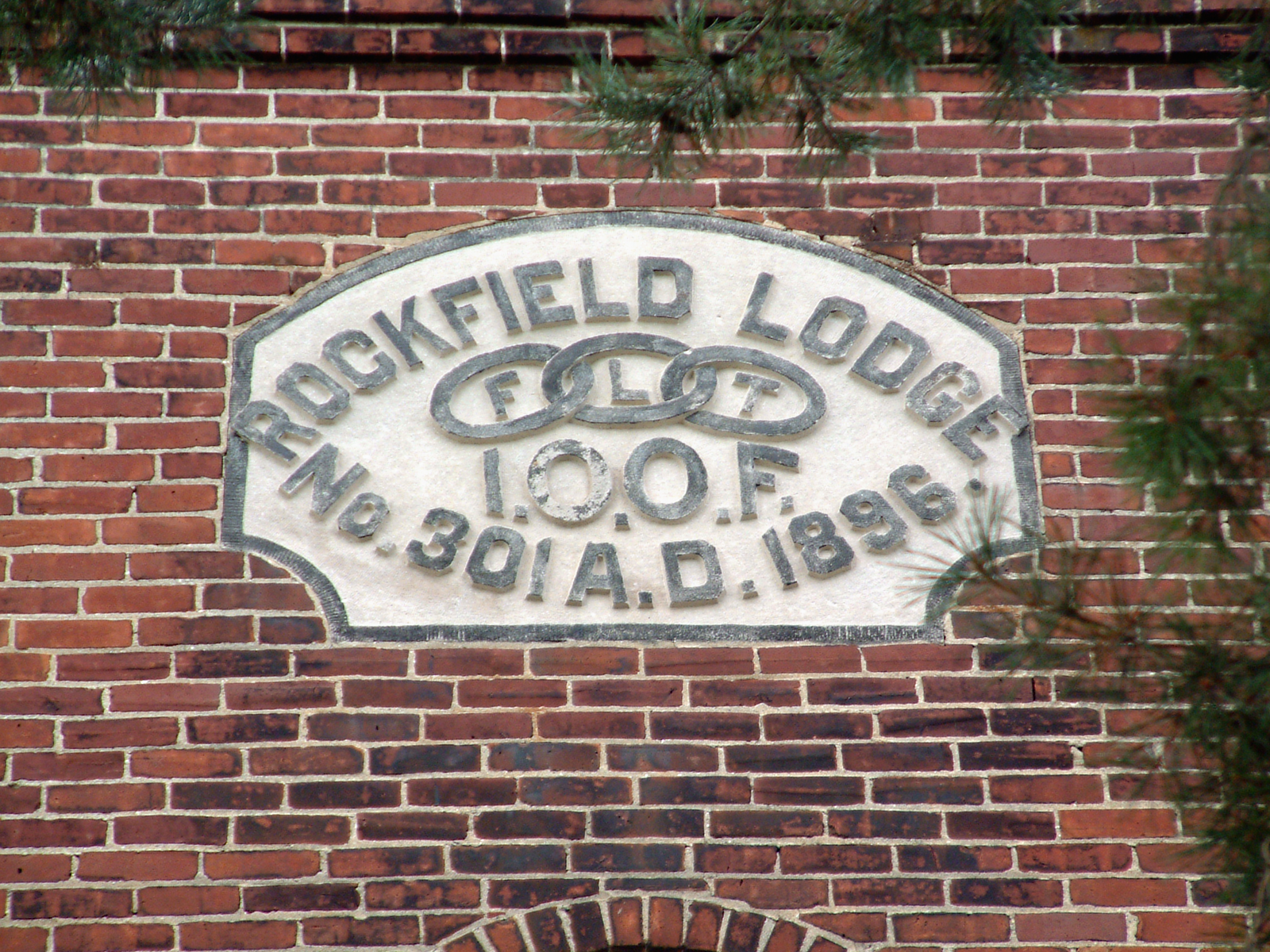
Symbol der Odd Fellows am Logenhaus in Rockfield, Indiana

Der Independent Order of Odd Fellows, abgekürzt I.O.O.F., kurz auch Odd Fellows, ist ein international tätiger, humanitärer und philanthropischer, weltlicher Orden.
Der Orden ist konfessionell und politisch neutral, seine Mitglieder können verschiedenen Religionen angehören und auch aktiv Politik betreiben. Innerhalb des Ordens ist eine geschäftliche, parteipolitische oder konfessionelle Betätigung nicht gestattet.
Die ethischen Gebote des Ordens sind, „die Kranken zu besuchen, den Bedrängten zu helfen, die Toten zu bestatten und die Waisen zu erziehen“.
Das Zeichen des Ordens sind drei Kettenglieder. Diese symbolisieren den Leitspruch „Freundschaft, Liebe und Wahrheit“, der die Mitglieder zu wohltätigem Wirken sowie zu humanem und tolerantem Denken und Handeln verpflichtet.

## Organisation
Die Arbeitsstätte innerhalb des Ordens ist die Loge. Diese wird von einem Obermeister geleitet, der von der Loge gewählt, aber durch die Großloge in sein Amt eingesetzt wird. Die Loge beschließt über Aufnahme und Ausschluss von Mitgliedern und erteilt die drei Logengrade. Sie ist zur Einhaltung der Satzungen der Großloge verpflichtet. Mitglieder, welche den höchsten Logengrad besitzen, können sich mit Brüdern aus anderen Logen in einem Lager zusammenschließen. Dieses erteilt drei Lagergrade. Aufgabe des Lagers ist, die Lehre des Ordens zu vertiefen und den Kontakt von Loge zu Loge einer Region oder des Landes zu fördern. Geleitet wird das Lager von einem Hauptpatriarchen. Organisatorisch sind sowohl Loge wie Lager der Großloge direkt unterstellt. Die Logen und Lager eines Staates sind in einer Großloge zusammengeschlossen. Diese wird von einem Groß-Sire, in Deutschland von einem Hochmeister geleitet. In die Großloge können Logen und Lager, entsprechend ihrer Mitgliederzahl, eine Anzahl Großrepräsentanten, in Deutschland Großabgeordnete, delegieren. Als Großrepräsentant kann nur gewählt werden, wer den dritten Lagergrad und die Würde eines Altmeisters besitzt. Die Großloge erteilt zwei Großlogengrade. Die Beschlüsse der Großloge sind für die Logen und Lager verbindlich; sie erteilt auch die Freibriefe zur Gründung neuer Lager und Logen. Die Sovereign Grand Lodge mit Sitz in Winston-Salem ist die höchste Macht im Orden und ist Schiedsrichterin in allen Fragen zwischen den von ihr mit Freibriefen ausgestatteten Großlogen. Sie wird vom Sovereign Grand Master geleitet.

## Name
Die Herkunft des Namens Odd Fellow ist nicht geklärt und wird verschieden gedeutet. Der geistreiche, aus bürgerlichen Dissidentenkreisen stammende, für Volkswohl und Recht, für religiöse und politische Freiheit kämpfende Daniel Defoe (1660 bis 1731) schreibt von einer Gesellschaft, die sich Odd Fellows nannte. Im Jahr 1745 wird im „Gentlemen’s Magazine“ eine Loge der Odd Fellows erwähnt, in der man behagliche und anregende Abende verbringen könne. Einem Protokoll der „Loyal Aristarcus Lodge No. 9“ mit dem Zusatz „Orden der Odd Fellows“ vom 12. März 1748 ist zu entnehmen, dass diese bestrebt war, alle schon bestehenden Odd-Fellow-Logen zu vereinen. Quellen aus dem Jahr 1780 berichten, dass eine Loge der Odd Fellows an einem Abend in unzeremonieller Weise den Prince of Wales, den späteren König Georg IV. von Großbritannien, in den Orden eingeführt habe. Es sind dies die ältesten bekannten Nennungen des Namens „Odd Fellows“. Vor dem Jahr 1800 vereinigten sich einzelne englische Logen unter dem Namen Improved Order of Odd Fellows. Nach ihrer Ausbreitung in England und Amerika wurde 1827 in den USA mit der Wilhelm-Tell-Loge die erste deutschsprachige Odd-Fellow-Loge gegründet. Ihr folgten zahlreiche weitere, wobei Ritual und Satzungen in die deutsche Sprache übersetzt wurden. Die Ordensbezeichnung lautete dabei: „Unabhängiger Orden der Sonderbaren Brüder“, UOSE. Nach der Einführung des Ordens in Deutschland störte man sich dort vorerst an der englischen Bezeichnung Odd Fellow und nannte sich im Jahr 1872 ebenfalls „Unabhängiger Orden der Sonderbaren Brüder“. Man stellte aber rasch fest, dass diese deutsche Übersetzung im englischen Sprachgebiet viel weniger abstoßend wirkte als in Deutschland und benützte bereits ein Jahr später wieder die englische Bezeichnung. Obschon im Englischen das Wort „odd“ den Begriff „sonderbar“ nicht so scharf hervorhebt wie im Deutschen, versuchte man schon früh, eine Erklärung zu finden, wie diese Bezeichnung entstanden sei.
Alexander Lothammer schreibt, dass der bekannte Sprachgelehrte Max Müller in Oxford behauptete, das Wort sei aus added entstanden, das so viel bedeutet wie „hinzugefügt“. Die Odd-Fellow-Logen hätten die überzähligen, Not leidenden Hilfsarbeiter aufgenommen, welche in den großen, altüberlieferten Organisationen keine Aufnahme fanden. Verschiedene Autoren lehnen diese Version ab. In den Freimaurer-Logen aus der damaligen Zeit wurden die Brüder des zweiten Grades auch „Fellows“ genannt. Die Manchester Unity schreibt in einer Broschüre über den Orden: Theoretische Ursprünge schließen die Worte Hod und Ode ein. Das erstere bezieht sich auf Handlanger im Baugewerbe, Hod carrier, das letztere führt auf den Brauch zurück, Oden in den Ritualen des Ordens zu verwenden. Nach weiteren Theorien bedeutet Odd, dass die Tätigkeit des Ordens sich von anderen Vereinigungen unterscheidet, oder dass ihre Mitglieder sich irgendwie auszeichnen. Eine weitere Möglichkeit ist, dass wichtige Berufe wie Tuchhändler, Färber, Manufakturwarenhändler und ähnliche ihre eigenen Zünfte hatten, in anderen Branchen, die keine Zünfte gründen konnten, schlossen sich die Mitglieder in Odd-Fellow-Klubs zusammen.
„Odd“ kann jedoch auch von oath stammen, was Eid oder Schwur bedeutet. Fellow ist eine Person, mit der man eine Gemeinschaft hat. Odd Fellow bedeutet demnach viel mehr „Eidgenosse“ als komischer Kauz. Möglich ist aber auch, dass „odd“ eine Kurzform von „od and wed“ (Eid und Pfand) war und „Odd Fellow“ eine Selbsthilfeorganisation bedeutet, deren Mitglieder miteinander durch ein Gelübde verbunden sind.
Uwe Kröger schreibt in einer Zusammenstellung von März 2013 über den Namen Odd Fellow:
Um zu ergründen, warum der Name „Odd Fellow“ angenommen wurde, müssen wir uns mit Bedacht in das 17. Jh. zurückversetzen und dürfen ihn nicht mit unseren heutigen Ansichten zu deuten versuchen. Das Wort „Odd“ ist isländischer Herkunft und hatte die Bedeutung von bekannt, bemerkenswert, außergewöhnlich. Während das Wort „Fellows“ solche Personen bezeichnete, die sich miteinander vereinigten, die einen gemeinschaftlichen Fonds hatten und Partner waren.
Der Ursprung des Wortes „Odd Fellow“ wird somit verschieden gedeutet, wobei alle auf Vermutungen gründen. Bei diesen Deutungsversuchen ist jedoch zu beachten, dass die Entstehung des Begriffes bereits ins 17. oder in das beginnende 18. Jahrhundert zurückreicht.

## Mitglieder

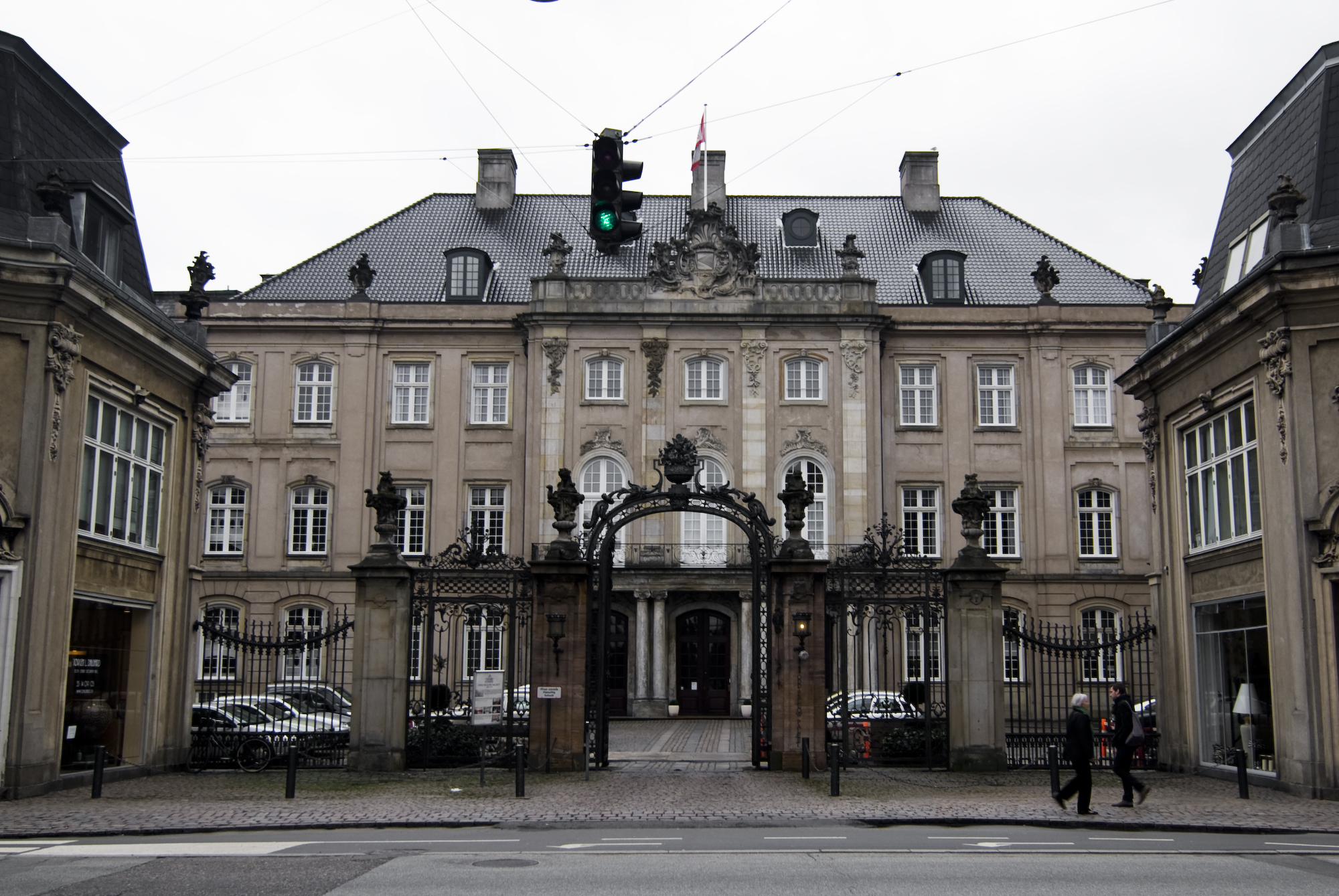
Sitz der Odd Fellows in Kopenhagen

Jeder, der in bürgerlichen Ehren und Rechten steht, sich zu den Grundsätzen des Ordens und den Gesetzen seines Staates bekennt und bestrebt ist, danach zu handeln, kann Mitglied werden.
In Deutschland hat der Orden ca. 1.220 Mitglieder (750 Männer und 470 Frauen) in 40 Bruder-Logen sowie 270 Frauen in den Rebekka-Logen, 200 Schwestern in den Schwesternbünden sowie eine gemischte Loge in Berlin, in der Schwestern und Brüder zusammenarbeiten, in der Schweiz und Italien ca. 1.000 (19 Männer-, 6 gemischt geschlechtliche- und 1 Frauen-Loge), im übrigen Europa ca. 100.000 (u. a. in Schweden 33.000, Norwegen 23.000, Dänemark 15.000, Finnland 8.000, Niederlande 3.500, Island ca. 3300), weltweit etwa 600.000 Mitglieder in ca. 11.000 Logen.

## Geschichte

### Frühe Zeit und Ansiedlung in den USA

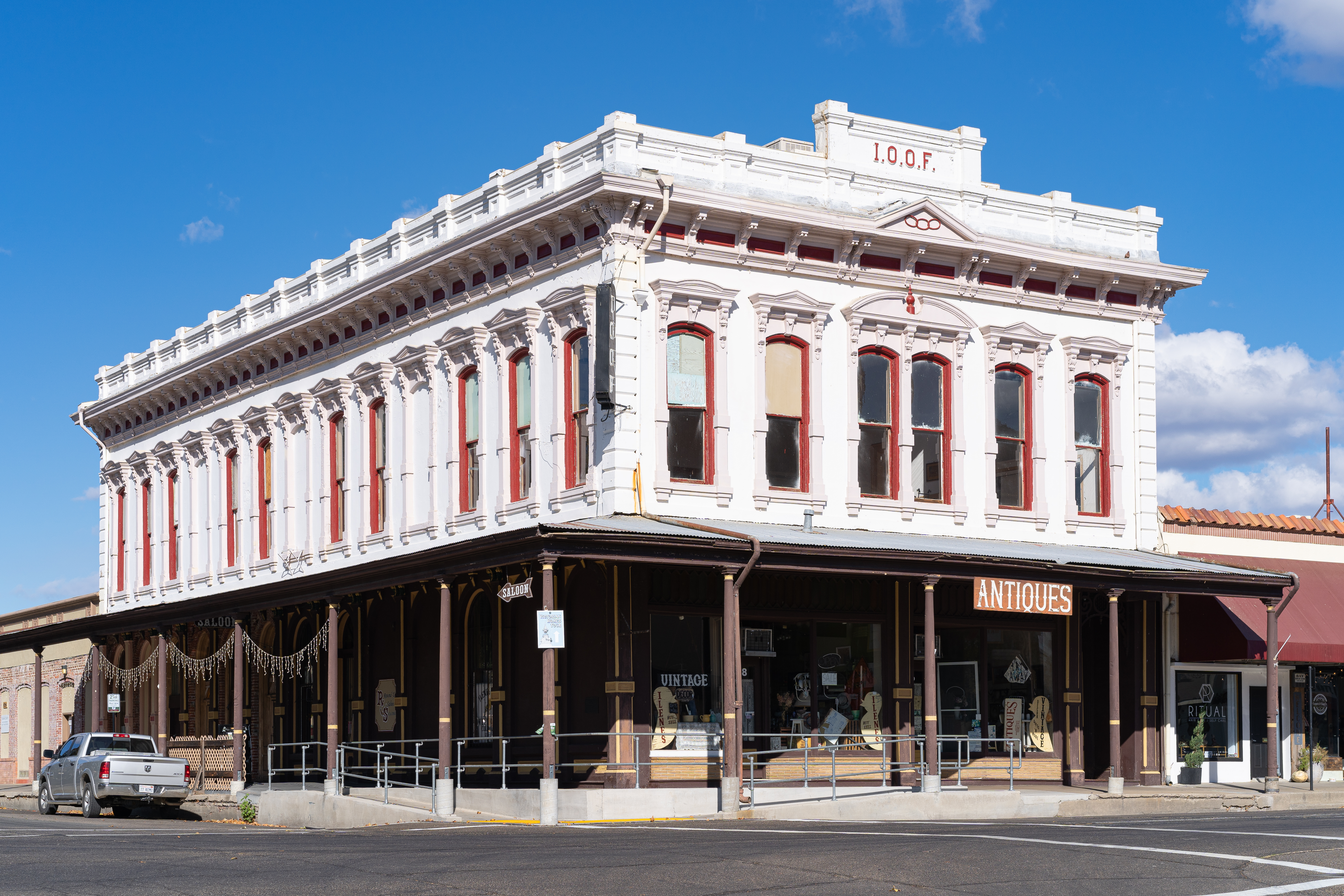
Odd Fellows Building in Red Bluff, Kalifornien, aus dem Jahr 1882

1723 wurde in England ein Orden mit dem Namen „Ancient Order“ gegründet. Dieser war wahrscheinlich eine Nachfolgeorganisation von früheren Vereinigungen. Aus diesem Orden entstanden gegen Ende des 18. Jahrhunderts verschiedene, voneinander unabhängige Odd-Fellow-Orden. Um diese zu vereinen, wurde 1814 eine Großkörperschaft mit dem Namen „The Manchester Unity of the Independent Order of Odd Fellows“, I.O.O.F. konstituiert. Diese entwickelte sich im Laufe des 19. Jahrhunderts vorwiegend zu einem gut organisierten Versicherungsinstitut. Am 26. April 1819 gründete der aus England in den USA eingewanderte Thomas Wildey, langjähriger Obermeister der Londoner Logen, in Baltimore die Washington-Loge Nr. 1. Durch seine Aktivität wurden in der Folge weitere Logen gegründet, und bereits zwei Jahre später konnten diese in einer Großloge vereinigt werden. Thomas Wildey und weitere aktive Brüder gaben den Logen einen tieferen geistigen Inhalt und verbesserten das Ritual, was zu einem neuen Brauchtum führte. 1841 löste sich die amerikanische Großloge von der Manchester-Unity und bildete eine unabhängige Großloge. Im Todesjahr von Thomas Wildey, 1861, zählte diese gegen 400.000 Mitglieder.

### Entwicklung in Europa
1869 wurde beschlossen, den Orden auch in Europa auszubreiten. 1870 konnte daraufhin die erste Loge in Deutschland, 1871 in der Schweiz, 1877 in den Niederlanden, 1878 in Dänemark, 1884 in Schweden, 1887 in Frankreich, 1896 in Island, 1898 in Norwegen, 1911 in Belgien gegründet werden. Versuche, auch in anderen europäischen Ländern Logen zu gründen, schlugen fehl oder die dort gegründeten Logen gingen wieder ein. Einzig die finnischen Logen konnten noch eine eigene Großloge gründen. Im Jahre 1993 wurden die Grundlagen geschaffen, auch in den baltischen Staaten, in Polen, in Ungarn und in der Tschechischen Republik Odd-Fellow-Logen zu gründen. Die Großloge der Deutschen Odd Fellows erhielt 1872, die Schweizerische 1874 einen Freibrief.

## Deutschsprachige Odd-Fellows

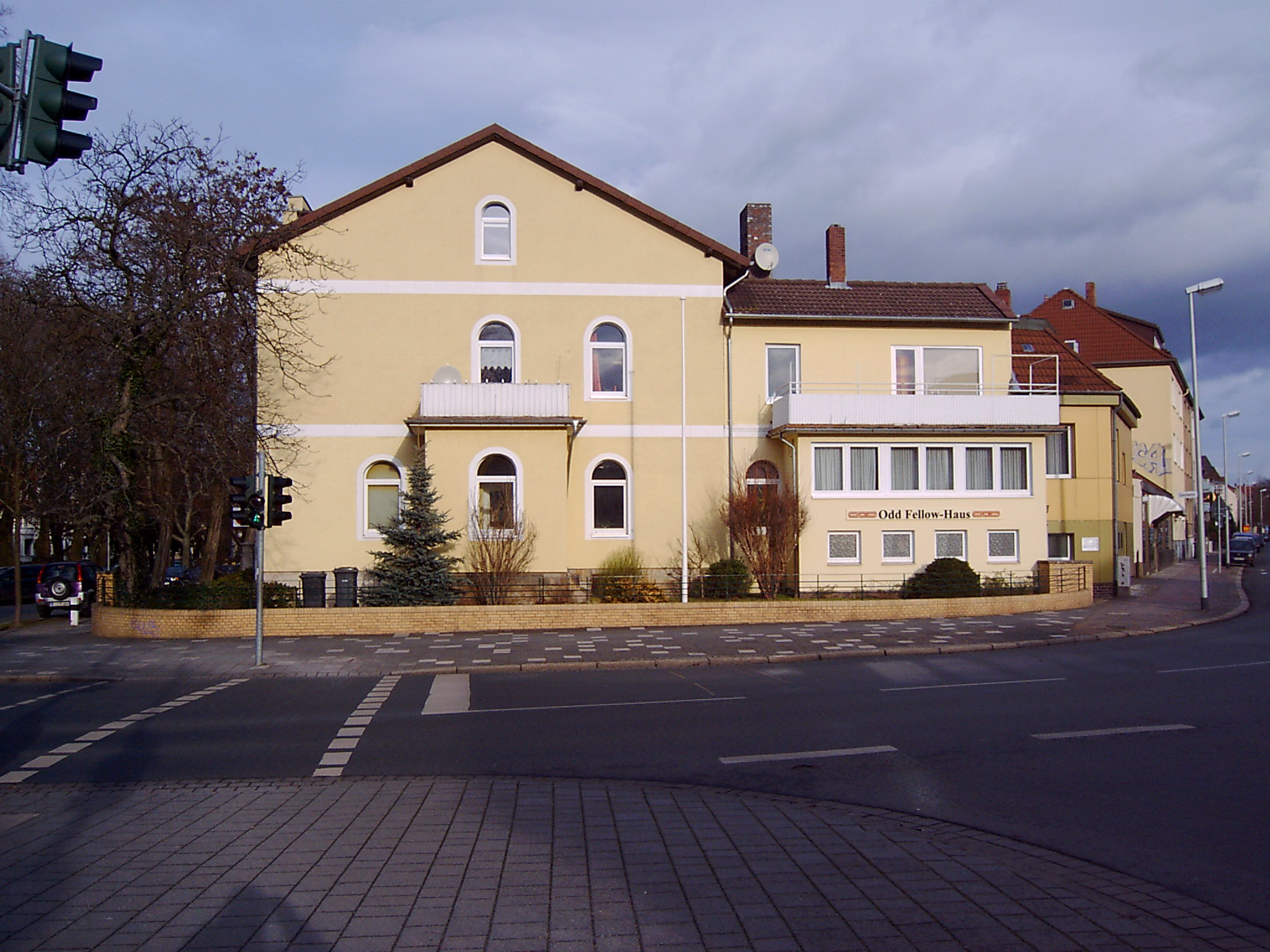
Logenhaus der Roland-Loge zu Hildesheim e. V.

Die erste deutsche Loge ist die „Württemberg-Loge Nr.1“ in Stuttgart, gegründet am 1. Dezember 1870.
Die jüngste Odd-Fellow-Loge in Deutschland wurde am 18. Oktober 2003 unter dem Namen "Fresenia Loge zu Jever" in Jever/Niedersachsen von sieben Brüdern gegründet und hat nach einem zwischenzeitlichen Mitgliederhoch von fast 30 Mitgliedern aktuell 18 Mitglieder.
Am 9. November 2013 wurde ebenfalls in Jever von 10 Damen die jüngste Frauen-Loge der Odd Fellows, die Rebekka "Seewiefken-Loge in Jever" gegründet. Dieser Loge wurde aber mittlerweile der Freibrief entzogen.
Im heutigen Österreich wurde die erste Loge, die „Friedensloge zu Wien“, am 4. Juni 1922 gegründet.
Die deutschen und österreichischen Logen wurden während der Nazi-Zeit verboten (am 2. April 1933 erklärte die deutsche Großloge in einer Sondersitzung in Berlin sich selbst für aufgelöst).

## Aktuelle Entwicklung und Probleme
In liberaleren Ländern und Kulturen werden heute in eine Loge sowohl Männer wie Frauen aufgenommen. In konservativeren wird die strikte Trennung in Männer- und Frauenlogen – die „Rebekka-Logen“ – beibehalten. In der Schweiz bestehen beispielsweise keine gemischten Logen, die Bezeichnung „konservativ“ in diesem Zusammenhang ist nicht ganz korrekt.
Ähnliche Haltung gilt auch dem Glaubensgrundsatz – früher musste ein „Bruder“/eine „Schwester“ unbedingt an eine „höhere Kraft“ glauben, was die konservativen Logen auch heute befolgen. Die liberaleren nehmen auch Atheisten auf.
In deutschen Logen wird heute erwartet, dass ein Ordensmitglied an „ein höheres Wesen, als Schöpfer und Erhalter des Weltalls“, glaubt. Dies darf recht weit ausgelegt werden.
Der Odd Fellow-Orden und seine Logen leiden heute, besonders in Mitteleuropa, unter Überalterung und Mitgliederschwund.